# Charles Ernest Beulé

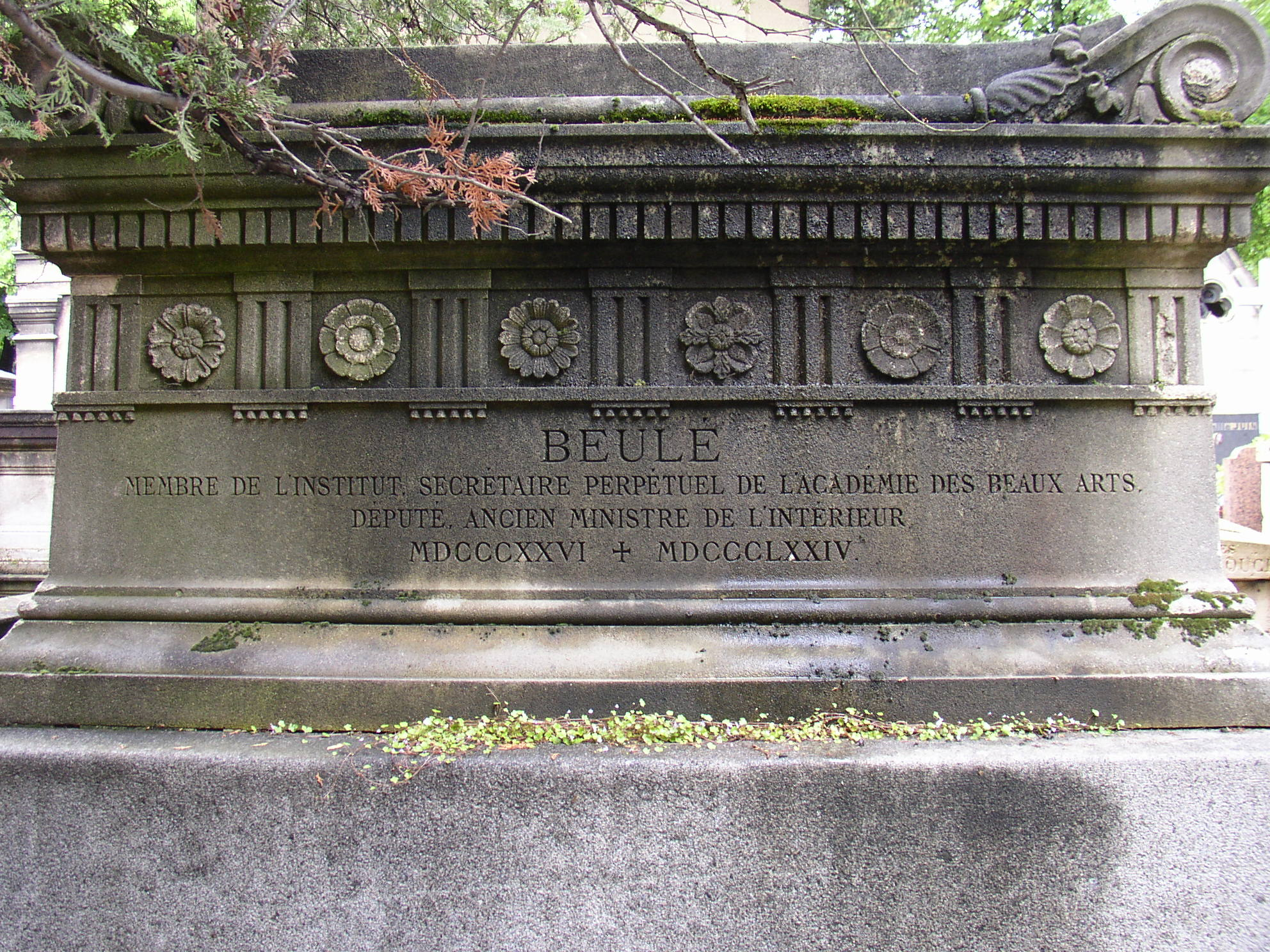
Tumba de Charles Ernest Beulé en el cementerio del Père-Lachaise.

Charles Ernest Beulé (Saumur, 29 de junio de 1826 - París, 4 de abril de 1874) fue un arqueólogo y político francés.
Fue hijo de François Beulé-Laurent, un empresario del sector de los forrajes que quebró en 1843, y frecuentó la École Normale Supérieure. Después de haber tenido durante un año la cátedra de Retórica en Moulins, se trasladó en 1851 a Atenas como profesor de la sede ateniense de la École française.
Durante los trabajos de liberación de la Acrópolis de Atenas de las fortificaciones construidas por los turcos, tuvo la fortuna de descubrir los propileos de Atenas. La obra L'Acropole d'Athènes ("La Acrópolis de Atenas"), que siguió a este descubrimiento, fue publicada en 1853 por orden del ministro de la Pública instrucción. Después de este primer éxito, al regresar a Francia obtuvo distinciones y honores: le fue conferida la Licenciatura en letras, fue hecho caballero de la Legión de Honor, fue nombrado profesor de arqueología en la Bibliothèque Impériale, miembro de la Academia de las inscripciones y bellas letras (Académie des Inscriptions et Belles-Lettres) y secretario perpetuo de la Academia de Bellas Artes (Académie des Beaux-Arts).
Se ocupó también de Cartago, por entonces totalmente inexplorada, realizando indagaciones en la búsqueda del antiguo puerto enterrado.
Tuvo gran interés por los asuntos políticos, que le ocuparon por completo durante los últimos años de su vida. Elegido en la Asamblea Nacional en 1871, fue un defensor del partido orleanista. En mayo-noviembre de 1873 fue ministro de Interior en el Gabinete del duque de Broglie, que tenía el objetivo de preparar el retorno del rey. Violentamente criticado por la revocación de funcionarios y prefectos republicanos, dimitió después de poco más de seis meses de mandato. Deprimido y enfermo, se suicidó el 4 de abril de 1874.
Fue retratado por Paul Baudry.

## Obras
Sus obras más importantes en el campo arqueológico son:
- L'Acropole d'Athènes ("La Acrópolis de Atenas"), 1853.
- Études sur le Péloponnèse ("Estudios sobre el Peloponeso"), segunda edición en 1875.
- Les Monnaies d'Athènes ("Las monedas de Atenas"), 1858.
- L'Architecture au siècle de Pisistrate ("La arquitectura en el siglo de Pisístrato"), 1860.
- Fouilles a Carthage ("Excavaciones en Cartago"), 1861.

Fue también autor de obras divulgativas de buena calidad sobre temas artísticos e históricos:
- Histoire de l'art grec avant Périclès ("Historia del arte griego antes de Pericles"), segunda edición en 1870.
- Le Procès des Césars ("El proceso de los Césares"), publicado en cuatro partes entre 1867 y 1870.